# Ralph Waite

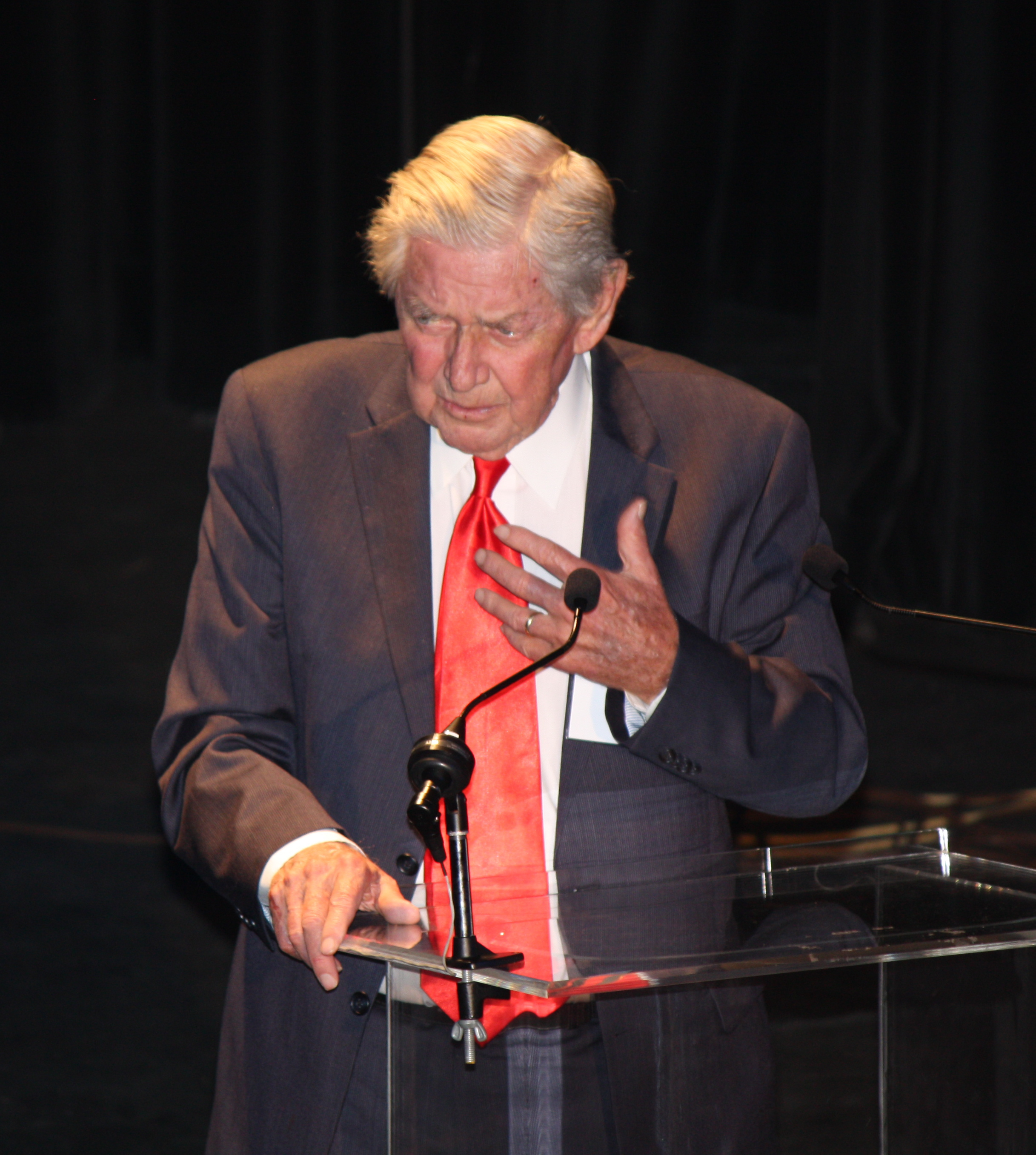
Ralph Waite im Jahr 2012 anlässlich des 40. Jahrestages der Premiere der US-amerikanischen Fernsehserie Die Waltons

Ralph Harold Waite (* 22. Juni 1928 in White Plains, New York; † 13. Februar 2014 in Palm Desert, Kalifornien) war ein US-amerikanischer Schauspieler. Seine bekannteste Rolle war die des John Walton aus der Serie Die Waltons.

## Leben
Waite war das älteste von fünf Kindern. Er besuchte vor seiner Schauspielkarriere die Bucknell University in Lewisburg, Pennsylvania und schloss diese mit einem Bachelor of Arts (B.A.) ab. Eine Zeit lang arbeitete er als Sozialarbeiter. An der Yale University School of Divinity belegte er weitere Studiengänge, bevor er sich der Schauspielerei zuwandte.
Waite hatte schon in jungen Jahren Probleme mit dem Alkohol und war bei Beginn der Dreharbeiten zu den Waltons bereits starker Alkoholiker. Wie Waite später in amerikanischen Talk-Shows berichtete, habe er damals keine Stunde ohne Alkohol auskommen können, doch die Rolle des verständnisvollen, patenten Vaters der Großfamilie bewog Waite, sich Gedanken über sein Leben zu machen. Er schloss sich den Anonymen Alkoholikern an und war seitdem abstinent. In der siebten Staffel der Serie widmeten sich zwei Folgen der Problematik, unter anderem wird Waites Filmrolle John Walton als Alkoholiker während seiner Dienstzeit im Ersten Weltkrieg geschildert. Auch mit dem von ihm selbst produzierten und inszenierten Film Straße der Gestrauchelten (1980) beschäftigte sich Waite mit dem Thema. Waite war Mitglied der Demokratischen Partei, er kandidierte mehrfach (in den Jahren 1990 und 1998) für die Demokraten für den US-Senat, allerdings erfolglos.
Waite war dreimal verheiratet und hatte aus erster Ehe drei Töchter. Sein Stiefsohn Liam Waite ist ebenfalls als Schauspieler tätig. Ralph Waite starb im Alter von 85 Jahren in seinem Haus in Palm Desert.

## Filmografie
- 1954: Look Up and Live (Fernsehserie, eine Episode)
- 1966: Hawk (Fernsehserie, Episode 1x05)
- 1967: Das Mörder-Syndikat (The Borgia Stick, Fernsehfilm)
- 1967: Der Unbeugsame (Cool Hand Luke)
- 1967: The Desperate Hours (Fernsehfilm)
- 1967–1968: Heiße Spuren (N.Y.P.D., Fernsehserie, 2 Episoden)
- 1968: Der schnellste Weg zum Jenseits (A Lovely Way to Die)
- 1969: Petting (Last Summer)
- 1970: Bonanza (Fernsehserie, Episode 11x18)
- 1970: Five Easy Pieces – Ein Mann sucht sich selbst (Five Easy Pieces)
- 1971: Fünf Finger geben eine Faust (The Pursuit of Happiness)
- 1971: The Sporting Club
- 1971: Lawman
- 1971: Die Grissom Bande (The Grissom Gang)
- 1971: Sheriff ohne Colt und Tadel (Nichols, Fernsehserie, Episode 1x07)
- 1972: Chatos Land
- 1972: Hot Summer Week
- 1972: Der Todesritt der glorreichen 7 (The Magnificent Seven Ride)
- 1972: Trouble Man
- 1972–1981: Die Waltons (The Waltons, Fernsehserie, 196 Episoden)
- 1973: Kid Blue
- 1973: Ein Mann geht über Leichen (The Stone Killer)
- 1973: The Thanksgiving Story (Fernsehfilm)
- 1976: The Secret Life of John Chapman (Fernsehfilm)
- 1977: Roots (Miniserie, 2 Episoden)
- 1977: Großalarm (Red Alert, Fernsehfilm)
- 1977: Waiting for Godot (Fernsehfilm)
- 1980: OHMS (Fernsehfilm)
- 1980: On the Nickel
- 1980: The Waltons: A Decade of the Waltons (Fernsehfilm)
- 1980: Angel City (Fernsehfilm)
- 1981: The Gentleman Bandit (Fernsehfilm)
- 1982: Die Waltons: Hochzeit mit Hindernissen (A Wedding on Walton’s Mountain, Fernsehfilm)
- 1982: Mother’s Day on Waltons Mountain (Fernsehfilm)
- 1982: Die Waltons: Ein großer Tag für Elisabeth (A Day for Thanks on Walton’s Mountain, Fernsehfilm)
- 1983–1984: Mississippi (The Mississippi, Fernsehserie, 23 Episoden)
- 1984: A Good Sport (Fernsehfilm)
- 1984: Growing Pains (Fernsehfilm)
- 1985: Schuldlos hinter Gittern (Crime of Innocence, Fernsehfilm)
- 1988: Good Old Boy: A Delta Boyhood
- 1989: Red Earth, White Earth (Fernsehfilm)
- 1989: Mord ist ihr Hobby (Murder, She Wrote, Fernsehserie, Episode 5x15)
- 1990: Sparks: The Price of Passion (Fernsehfilm)
- 1990: Shannons Spiel (Shannon’s Deal, Fernsehserie, Episode 1x05)
- 1990: Kampf der Roboter (Crash and Burn)
- 1992: Bodyguard (The Bodyguard)
- 1993: Cliffhanger – Nur die Starken überleben (Cliffhanger)
- 1993: A Walton Thanksgiving Reunion (Fernsehfilm)
- 1994: Time Trax – Zurück in die Zukunft (Time Trax, Fernsehserie, Episode 2x02)
- 1994: Sin & Redemption (Fernsehfilm)
- 1994: Sioux City – Amulett der Rache (Sioux City)
- 1994: Das Signum des Ritualmörders (Keys, Fernsehfilm)
- 1995: A Season of Hope (Fernsehfilm)
- 1995: A Walton Wedding (Fernsehfilm)
- 1996: Ein tierisches Trio – Wieder unterwegs (Homeward Bound II: Lost in San Francisco, Sprechrolle)
- 1996: Murder One (Fernsehserie, 7 Episoden)
- 1997: New Orleans – Das Gesetz des Südens (Orleans, Fernsehserie)
- 1997: Die Waltons: Nachwuchs für John Boy (A Walton Easter, Fernsehfilm)
- 1997: Der dritte Zwilling (The Third Twin, Fernsehfilm)
- 1999: Outer Limits – Die unbekannte Dimension (The Outer Limits, Fernsehserie, Episode 5x03 Seine Kinder)
- 1999: Rocket Power (Webserie, Episode 1x14, Sprechrolle)
- 1999: Chicken Soup for the Soul (Fernsehserie, Episode 1x11)
- 2000: The President’s Man (Fernsehfilm)
- 2000: Timequest
- 2001: All My Children (Fernsehserie, 3 Episoden)
- 2001: Spirit (Fernsehfilm)
- 2002: Land des Sonnenscheins – Sunshine State (Sunshine State)
- 2003: Blessings (Fernsehfilm)
- 2003–2005: Carnivàle (Fernsehserie, 16 Episoden)
- 2004: Practice – Die Anwälte (The Practice, Fernsehserie, Episode 8x12)
- 2004: Silver City
- 2007: Murder 101 (Fernsehserie, Episode 1x03)
- 2007: Cold Case – Kein Opfer ist je vergessen (Cold Case, Fernsehserie, Episode 5x07 Krieg der Welten)
- 2007: Cane (Fernsehserie, Episode 1x12)
- 2008: The Cleaner (Fernsehserie, Episode 1x13)
- 2008: Generation Gap (Fernsehfilm)
- 2008: CSI: Vegas (CSI: Crime Scene Investigation, Fernsehserie, Episode 9x08 Der Mann ihrer Träume)
- 2008–2013: Navy CIS (Navy NCIS, Fernsehserie, 8 Episoden)
- 2009: Ace Ventura 3 – Der Tier-Detektiv (Ace Ventura Jr: Pet Detective, Fernsehfilm)
- 2009: Grey’s Anatomy (Fernsehserie, Episode 6x04 Die verdammten Verpflichtungen)
- 2009–2013: Bones – Die Knochenjägerin (Bones, Fernsehserie, 3 Episoden)
- 2009–2014: Zeit der Sehnsucht (Days of Our Lives, Fernsehserie, 92 Episoden)
- 2010: Letters to God
- 2011: Off the Map (Fernsehserie, Episode 1x04)
- 2011: Das Herz eines Helden (25 Hill)
- 2012: Gabe the Cupid Dog
- 2013: Old Henry (Kurzfilm)